# آذرانرژی
آذرانرژی (انگلیسی: Azerenerji) بزرگترین تولیدکننده برق در کشور جمهوری آذربایجان است.  این شرکت همچنین دارای بزرگ‌ترین شبکه توزیع در کشور است، اگرچه شبکه‌های برق منطقه‌ای در حال خصوصی‌سازی هستند. آذرانرژی در سال ۱۹۹۶، با حکم رئیس‌جمهور جمهوری آذربایجان حیدر علی‌اف، به عنوان یک شرکت سهامی دولتی بازسازی شد.